# 1. općinska nogometna liga Virovitica 1984./85.
"1. općinska nogometna liga Virovitica" za sezonu 1984./85. je bila liga šestog stupnja nogometnog prvenstva SFRJ. 
 
Sudjelovalo je 10 klubova, a prvak je bio "Milanovac"'. 

## Ljestvica
| mj. | klub                        | ut. | pob. | ner. | por. | gol+ | gol- | bod | bod- |
| --- | --------------------------- | --- | ---- | ---- | ---- | ---- | ---- | --- | ---- |
| 1.  | Milanovac                   | 18  | 15   | 3    | 0    | 67   | 15   | 33  |      |
| 2.  | Plavi Jugovo Polje          | 18  | 9    | 4    | 5    | 39   | 32   | 22  |      |
| 3.  | Čelik Dijelka               | 18  | 9    | 4    | 5    | 30   | 30   | 22  |      |
| 4.  | Proleter Bušetina           | 18  | 8    | 3    | 7    | 35   | 30   | 19  |      |
| 5.  | Graničar Majkovac Podravski | 18  | 6    | 7    | 5    | 31   | 28   | 19  |      |
| 6.  | Tehničar Cabuna             | 18  | 9    | 3    | 6    | 52   | 39   | 15  | -6   |
| 7.  | Napredak Rušani             | 18  | 6    | 2    | 10   | 35   | 38   | 14  |      |
| 8.  | Omladinac Korija            | 18  | 5    | 3    | 10   | 29   | 40   | 13  |      |
| 9.  | Bilogora Špišić Bukovica    | 18  | 6    | 1    | 11   | 37   | 50   | 13  |      |
| 10. | Slavonac Pčelić             | 18  | 2    | 0    | 16   | 17   | 68   | 3   | -1   |

- Dijelka – danas dio naselja Veliko Polje
- Majkovac Podravski – danas dio naselja Žlebina

## Rezultatska križaljka
| kratica | klub                        | BIL | ČEL | GRA | MIL | NAP | OML | PLA | PRO | SLA | TEH |
| --- | --------------------------- | --- | --- | --- | --- | --- | --- | --- | --- | --- | --- |
| BIL | Bilogora Špišić Bukovica    |     |     |     |     |     |     |     |     |     |     |
| ČEL | Čelik Dijelka               |     |     |     |     |     |     |     |     |     |     |
| GRA | Graničar Majkovac Podravski |     |     |     |     |     |     |     |     |     |     |
| MIL | Milanovac                   |     |     |     |     |     |     |     |     |     |     |
| NAP | Napredak Rušani             |     |     |     |     |     |     |     |     |     |     |
| OML | Omladinac Korija            |     |     |     |     |     |     |     |     |     |     |
| PLA | Plavi Jugovo Polje          |     |     |     |     |     |     |     |     |     |     |
| PRO | Proleter Bušetina           |     |     |     |     |     |     |     |     |     |     |
| SLA | Slavonac Pčelić             |     |     |     |     |     |     |     |     |     |     |
| TEH | Tehničar Cabuna             |     |     |     |     |     |     |     |     |     |     |
| |                             |     |     |     |     |     |     |     |     |     |     |
| podebljan rezultat - utakmice od 1. do 9. kola (1. utakmica između klubova) rezultat normalne debljine - utakmice od 10. do 18. kola (2. utakmica između klubova) rezultat nakošen - nije vidljiv redoslijed odigravanja međusobnih utakmica iz dostupnih izvora rezultat smanjen * - iz dostupnih izvora nije uočljiv domaćin susreta prekrižen rezultat - poništena ili brisana utakmica p - utakmica prekinuta 3:0 p.f. / 0:3 p.f. - rezultat 3:0 bez borbe n.i. - nije igrano |                             |     |     |     |     |     |     |     |     |     |     |

 Izvori: